# Adolf Friedrich Harper
Adolf Friedrich Harper, né le 17 octobre 1725 à Berlin où il est mort le 23 juin 1806, est un peintre paysagiste allemand.

## Biographie
Il était le fils du peintre de cabinet suédois Johann Harper (de).